# Astragalus knorringianus
Astragalus knorringianus är en ärtväxtart som beskrevs av Antonina Georgievna Borissova. Astragalus knorringianus ingår i släktet vedlar, och familjen ärtväxter. Inga underarter finns listade i Catalogue of Life.